# Primera Liga de Eslovenia 1996-97
La PrvaLiga de Eslovenia 1996-97 fue la sexta edición de la máxima categoría del fútbol esloveno. Inició el 4 de agosto de 1996 y finalizó el 1 de junio de 1997. El campeón fue el NK Maribor.

## Tabla de posiciones
| Pos | Equipo           | PJ | PG | PE | PP | GF | GC | Dif | Pts |
| --- | ---------------- | -- | -- | -- | -- | -- | -- | --- | --- |
| 1   | Maribor          | 36 | 21 | 8  | 7  | 71 | 34 | +37 | 71  |
| 2   | Primorje         | 36 | 19 | 9  | 8  | 64 | 25 | +39 | 66  |
| 3   | Gorica           | 36 | 18 | 11 | 7  | 52 | 33 | +19 | 65  |
| 4   | Celje            | 36 | 12 | 11 | 13 | 55 | 61 | –6  | 47  |
| 5   | Olimpija         | 36 | 11 | 12 | 13 | 54 | 52 | +2  | 45  |
| 6   | Korotan Prevalje | 36 | 12 | 9  | 15 | 32 | 39 | –7  | 45  |
| 7   | Mura             | 36 | 9  | 16 | 11 | 36 | 45 | –9  | 43  |
| 8   | Rudar Velenje    | 36 | 10 | 12 | 14 | 43 | 53 | –10 | 42  |
| 9   | Beltinci         | 36 | 7  | 11 | 18 | 37 | 69 | –32 | 32  |
| 10  | Koper            | 36 | 8  | 7  | 21 | 28 | 61 | –33 | 31  |

PJ = Partidos jugados; PG = Partidos ganados; PE = Partidos empatados; PP = Partidos perdidos; GF = Goles anotados; GC = Goles recibidos; Dif = Diferencia de goles; Pts = Puntos
|  | Liga de Campeones de la UEFA |
|  | Copa de la UEFA              |
|  | Copa Intertoto de la UEFA    |
|  | Recopa de Europa             |
|  | Promoción de descenso        |
|  | Descenso a la 2. SNL         |

| Bandera de Eslovenia         |
| Campeón NK Maribor 1° título |

### Promoción de descenso
| Equipo 1    | Resultado | Equipo 2 |
| ----------- | --------- | -------- |
| ND Beltinci | 1-0       | NK Drava |